# Unione evangelica

L'Unione evangelica all'interno del Sacro Romano Impero.

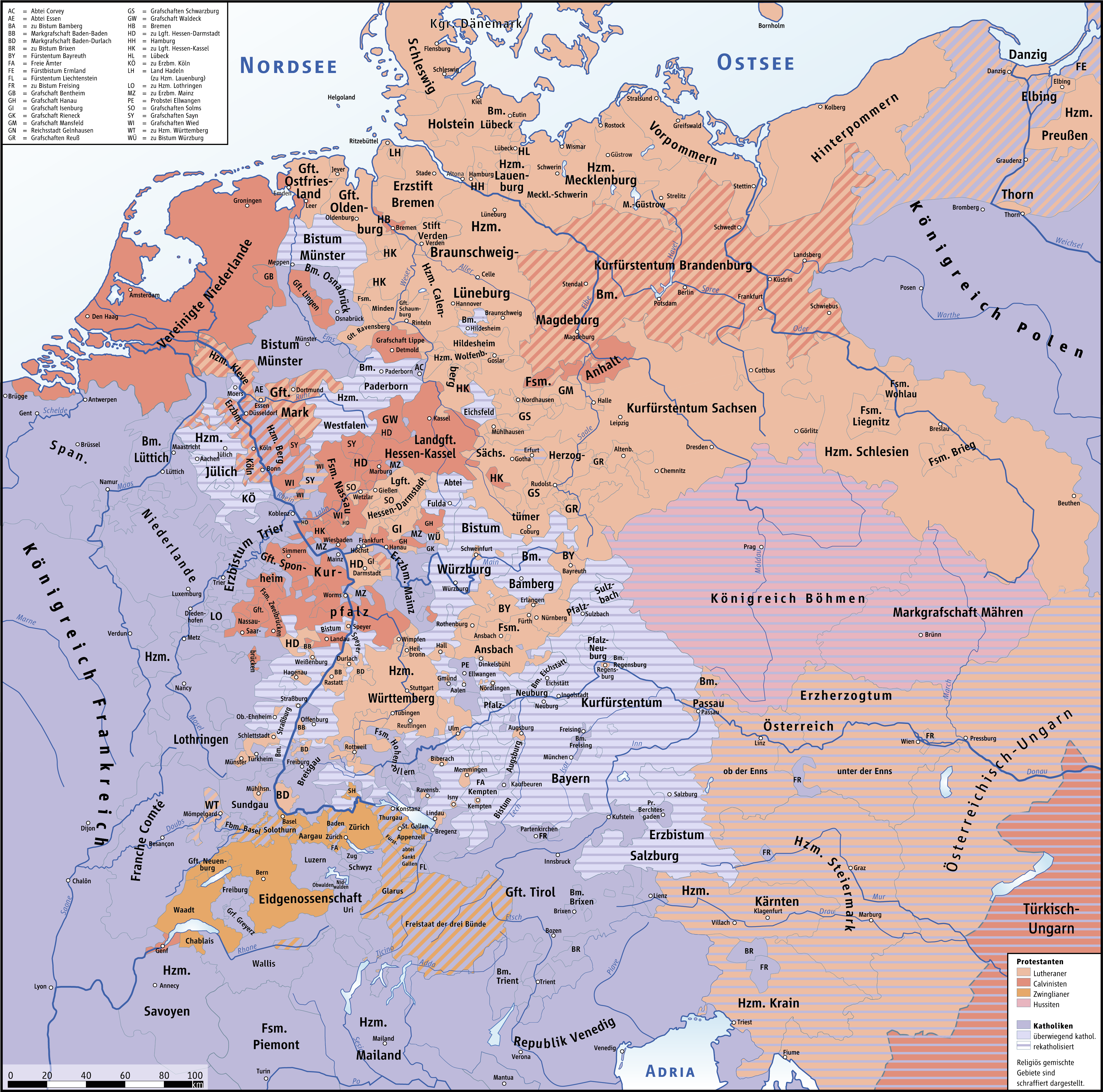
Molti stati protestanti non erano membri dell'Unione, in particolare l'Elettore di Sassonia. Frammentazione religiosa nell'Europa centrale alla vigilia della Guerra dei Trent'anni nel 1618

L'Unione evangelica (in tedesco Protestantische Union) fu una coalizione di stati tedeschi protestanti fondata nel 1608 per difendere le terre e le genti di quegli Stati.

## Storia
Fu formata dopo la decisione, nel 1607, dell'imperatore del Sacro Romano Impero Rodolfo II, appoggiato dal Duca di Baviera Massimiliano I, di ristabilire il cattolicesimo a Donauwörth e dopo che la maggioranza del Reichstag decise per il rinnovamento della pace di Augusta del 1555. I principi protestanti si incontrarono ad Auhausen, vicino Nördlingen, e il 14 maggio 1608 formarono un'alleanza militare sotto la guida di Federico IV del Palatinato.
Della Lega facevano parte, oltre al Palatinato che la guidava, l'Anhalt, l'Ansbach, l'Assia-Kassel, il Baden-Durlach, il Bayreuth, il Brandeburgo, il Neuburg, l'Oettingen, il Württemberg, lo Zweibrücken e le città libere imperiali di Aalen, Giengen, Heilbronn, Kempten, Landau, Memmingen, Nördlingen, Norimberga, Rothenburg, Schwäbisch Hall, Schweinfurt, Spira, Strasburgo, Ulma, Weißenburg, Windhseim e Worms.
In risposta a questa alleanza venne creata nell'anno successivo la Lega cattolica, sotto la guida di Massimiliano I di Baviera. L'Unione evangelica era inizialmente debole per la mancata partecipazione dell'Elettorato di Sassonia e per i conflitti interni fra i membri luterani e calvinisti.
Quando Federico V, successore di Federico IV, accettò la corona di Boemia nel 1619 in opposizione all'imperatore Ferdinando II, l'Unione firmò l'anno seguente il Trattato di Ulma (1620), con cui negava l'appoggio a Federico. Nel gennaio del 1621 Ferdinando II impose il Reichsacht, il bando imperiale, a Federico V e diede il suo elettorato e parte del territorio del Palatinato a Massimiliano. L'Unione evangelica si radunò ad Heilbronn nel febbraio dello stesso anno, biasimando aspramente l'azione intrapresa dall'imperatore. Ma questi non solo ignorò le proteste della Lega, ma ordinò anche di sciogliere l'alleanza evangelica. Nel maggio 1621 i membri dell'Unione acconsentirono alle richieste di Ferdinando con gli Accordi di Mainz; il 24 maggio l'Unione evangelica si sciolse ufficialmente.